# A Dog's Own Tale
A Dog's Own Tale è un cortometraggio muto del 1917 diretto da Herman C. Raymaker

## Produzione
Il film fu prodotto dalla Triangle Film Corporation.

## Distribuzione
Distribuito dalla Triangle Distributing, il film - un cortometraggio - uscì nelle sale statunitensi il 29 aprile 1917.